# Orconectes alabamensis
Orconectes alabamensis är en kräftdjursart som först beskrevs av Faxon 1884.  Orconectes alabamensis ingår i släktet Orconectes och familjen Cambaridae. IUCN kategoriserar arten globalt som livskraftig. Inga underarter finns listade i Catalogue of Life.